# Jacques Dufilho

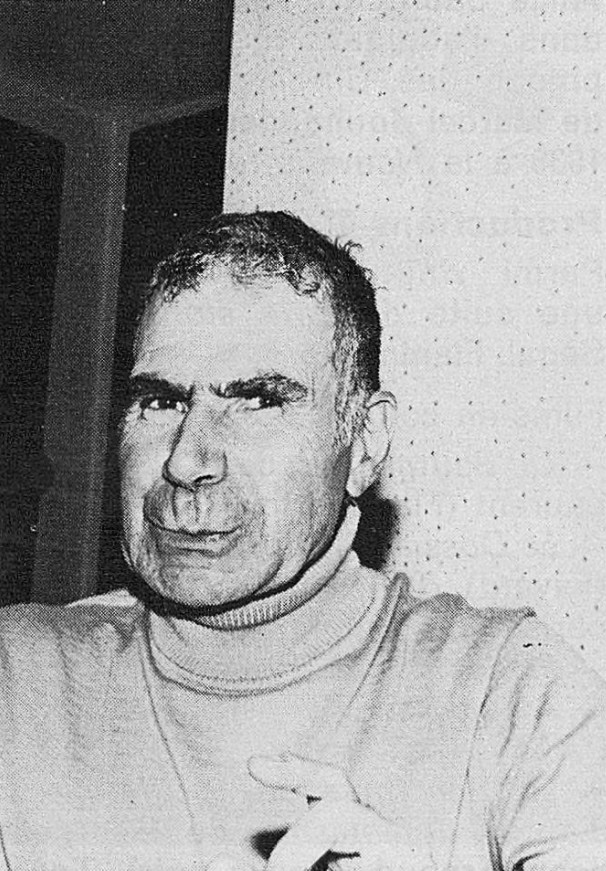
Jacques Dufilho (1978)

Jacques Dufilho (* 19. Februar 1914 in Bègles; † 29. August 2005 in Paris) war ein französischer Schauspieler.

## Leben
Jacques Dufilho hatte zunächst als Landwirt gearbeitet und debütierte 1939 als Schauspieler am Theater. Nach kurzer Zeit war er auch für den Film tätig. Er war dort „abonniert auf kauzige, grimmige und skurril-komische Typen“.
Bekannt wurde Dufilho als Kapitän in Nosferatu – Phantom der Nacht von Werner Herzog aus dem Jahr 1978. Dufilho erhielt für seine zahlreichen Nebenrollen in rund 100 Kinofilmen, darunter auch in Zazie in der Metro von Louis Malle, mehrere Preise, wie den begehrten französischen Filmpreis César. Ferner stand er in mehr als 15 Theaterstücken auf der Bühne.
Dufilho starb im Alter von 91 Jahren.

## Filmografie (Auswahl)
- 1950: Steppenrache (Vendetta en Camargue)
- 1953: Saadia
- 1956: Der Glöckner von Notre-Dame (Notre Dame de Paris)
- 1957: Spione am Werk (Les Espions)
- 1958: Die Affären von Madame M. (Maxime)
- 1959: Gezeichnet: Arsène Lupin (Signé Arsène Lupin)
- 1960: Zazie (Zazie dans le métro)
- 1962: Snobs (Snobs!)
- 1962: Der Krieg der Knöpfe (La Guerre des boutons)
- 1963: Bonbons mit Pfeffer (Dragées au poivre)
- 1964: Angst in der Stadt (La Grande frousse)
- 1964: Der Besuch (The Visit)
- 1964: Mord am Canale Grande (Voir Vénise … et crever)
- 1965: Lady L
- 1967: Jonny Banco – Geliebter Taugenichts (Johnny Banco)
- 1968: Benjamin – Aus dem Tagebuch einer männlichen Jungfrau (Benjamin ou les mémoires d’un puceau)
- 1971: Die Filzlaus kehrt zurück (Fantasia chez les ploucs)
- 1973: Drei Spaghetti in Shanghai (Crash! Che botte – Strippo strappo stroppio)
- 1973: Zu Befehl, Herr Feldwebel (Il colonnello Buttiglione)
- 1974: Herr Oberst haben eine Macke (Il colonnello Buttiglione diventa generale)
- 1974: Der Oberst mit dem Dachschaden schlägt wieder zu (Basta con la guerra … facciamo l'amore)
- 1975: Der liebe Victor (Ce cher Victor)
- 1976: Hector, der Ritter ohne Furcht und Tadel (Il soldato di ventura)
- 1976: Liebe ohne Stundenplan (IL medico … la studentessa)
- 1976: Milady
- 1976: Sehnsucht nach Afrika (La Victoire en chantant)
- 1977: Der Haudegen (Le Crabe-tambour)
- 1979: Nosferatu – Phantom der Nacht
- 1979: Fantomas (TV-Miniserie)
- 1980: Traumpferd (Le Cheval d’orgueil)
- 1980: Der ungeratene Sohn (Le Mauvais fils)
- 1981: Der Narr auf der Brücke (Le Fou du viaduc)
- 1984: Wie im Flug (Voglia di volare) (TV-Miniserie)
- 1990: Stirn und Stern (Stirn et Stern)
- 1991: Ein Fall für die Inselkinder (Les Enfants du naufrageur)
- 1992: Pétain
- 1999: Ein Sommer auf dem Lande (Les Enfants du marais)